# Voiture présidentielle

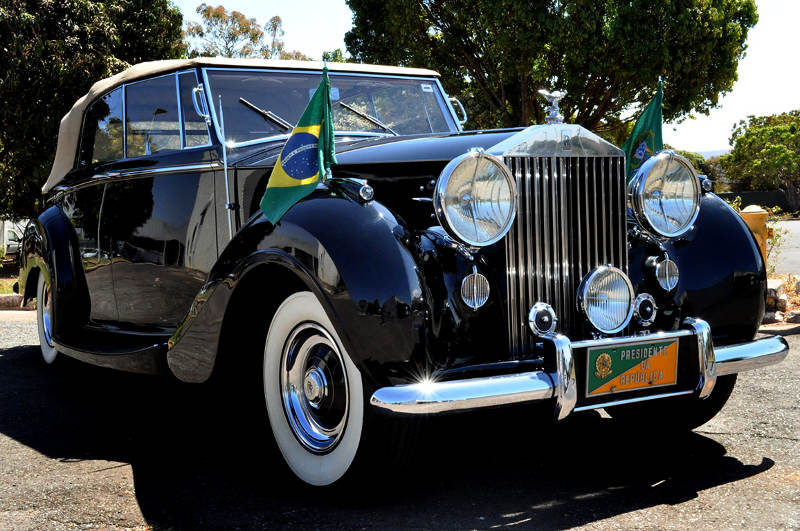
La Rolls-Royce Silver Wraith est l'une des voitures présidentielles du Brésil.

La voiture présidentielle est l'automobile officielle d'un chef d'État ayant le titre de président. Si le chef d'État est un monarque, l'automobile est la voiture royale.
Le cortège présidentiel désigne l'ensemble des véhicules qui accompagnent le convoi du président lors de ses déplacements officiels. Il comprend des voitures de luxe blindées, notamment la voiture présidentielle, des véhicules de protection, de presse, des ambulances…

## Liste par pays
- Afrique du Sud : BMW Série 7
- Allemagne : Mercedes-Benz S 600, Audi A8
- Argentine : Voiture présidentielle (Argentine)
- Australie : Rolls-Royce Phantom VI (voir aussi Limousine du Premier ministre)
- Belgique : Mercedes-Benz S 600
- Brésil : Voiture présidentielle du Brésil
- Canada : Lincoln Town Car, Lincoln MKS
- Chine : Hongqi HQE, Hongqi L5
- Corée du Sud : Hyundai Equus
- Danemark : Rolls-Royce Silver Wraith
- Espagne : Mercedes-Benz S 600
- États-Unis : Liste des véhicules officiels du président des États-Unis ; Cadillac One
- Finlande : Mercedes-Benz S 600
- France : Liste des véhicules officiels du président de la République française
- Inde : Mercedes-Maybach Classe S 600 Pullman
- Italie : Maserati Quattroporte VI, Lancia Flaminia
- Japon : Toyota Century
- Madagascar : Cadillac Escalade, Toyota Land Cruiser, Lexus LX
- Norvège : Audi A8L
- Nouvelle-Zélande : BMW Série 7
- Pays-Bas : Audi A8L
- Portugal : Mercedes-Benz S 600
- République tchèque : Škoda Superb
- Royaume-Uni : Bentley State Limousine, Rolls-Royce Phantom VI, Jaguar XJ, Range Rover (voir Voiture du Premier ministre)
- Russie : Mercedes-Benz S 600, Aurus Senat
- Suède : Volvo S80, Daimler DS420
- Suisse : Mercedes-Maybach Classe S 600 Pullman
- Thaïlande : Rolls-Royce Phantom V, Rolls-Royce Phantom VI
- Uruguay : Hyundai Ioniq 5
- Vatican : Papamobile

## Liste par constructeur
Certaines voitures présidentielles ou voitures royales sont des commandes spéciales répondant à un cahier des charges donné; elles sont généralement des variantes d'automobiles de série, construites à quelques exemplaires. 
- Bentley :
  - Bentley State Limousine, automobile de la reine du Royaume-Uni Élisabeth II depuis 2001.

- Cadillac :
  - Cadillac DTS présidentielle (en), voiture des présidents américains George W. Bush et Barack Obama.

- Citroën :
  - DS présidentielle dite « 1 PR 75 », automobile du chef d'État français Charles de Gaulle, conçue par Henri Chapron.
  - SM présidentielle, automobile du président français Georges Pompidou, conçue par Henri Chapron.

- Lancia :
  - Lancia Flaminia, voiture du président italien, utilisée au cours de la Fête de la République italienne.
  - Lancia Thesis, automobile du président de la République italienne.

- Lincoln :
  - Sunshine Special présidentielle (en), automobile du président américain Franklin D. Roosevelt.
  - Limousine présidentielle SS-100-X (en), automobile de John F. Kennedy dans laquelle il fut assassiné.

- Hongqi :
  - Hongqi HQ430, une autre voiture officielle du président du Pérou, qui a été donnée par la république populaire de Chine.

- Mercedes-Benz :
  - Mercedes-Benz 600 (W100), véhicule officiel de plusieurs chefs d'Etat.
  - Mercedes-Benz S 500(L), S 600(L), S 500 Pullman, S 600 Pullman, véhicule officiel de plusieurs chefs d'Etat.

- Nissan :
  - Nissan President, voiture officielle du Premier ministre du Japon.
  - Nissan Prince Royal, voiture de l'empereur du Japon de 1966 à 2008.

- Rolls-Royce :
  - Rolls-Royce Phantom IV, automobile de la reine du Royaume-Uni Élisabeth II de 1952 aux années 1980.
  - Rolls-Royce Phantom V, automobile de la reine du Royaume-Uni de 1961 à 2001.
  - Rolls-Royce Phantom VI, automobile de la reine du Royaume-Uni.

- Toyota :
  - Toyota Century, voiture de l'empereur du Japon depuis 2006.

- Volvo :
  - Volvo S80, automobile du roi de Suède.